# Javier Cortés
Javier Cortés, född den 20 juli 1989 i Guadalajara, Mexiko, är en mexikansk fotbollsspelare som spelar för Liga MX-klubben Club Universidad Nacional. Han tog OS-guld i herrfotbollsturneringen vid de olympiska fotbollsturneringarna 2012 i London.